# Єник Ліна Миколаївна
Ліна Миколаївна Шаповал, нар. 5 лютого 1975, с. Великі Дедеркали, Україна), у шлюбі Єник — українська поетеса, волонтерка, підприємиця, громадська діячка.

## Життєпис
Народилася 5 лютого 1975 року в селі Великі Дедеркали Шумського району Тернопільської області, нині Україна.
Писати вірші почала з дитинства.
Закінчила Великодедеркальську середню школу (1982—1992), Тернопільський національний педагогічний університет (1992—1997, спеціальність — вчитель географії та історії).
Живе й творить у м. Чортків. Займається приватним бізнесом.
Багато часу присвячує волонтерству.

## Творчість
Написала збірку віршів «Спадок ціною у життя» (2019). Книга складається з двох розділів: Майдан і Війна. Більшість творів присвячені воїнам, лікарям, волонтерам, воїну-сироті, матерям, закатованим, тим, що піддалися тортурам, а також тваринам, які допомагали в боротьбі.
Зокрема:
- «Голосом народу говорить Бог» (поема-присвята) та «Сергію Нігояну присвячується» (вірш, присвячені Герою небесної сотні Сергію Нігояну).
- «Блакитна каска» (поезія-присвята Устиму Голоднюку)
- «Пам'яті Небесної сотні» (поезія-присвята для всіх Героїв небесної сотні)
- «Вечеря» (поезія-присвята для «Кіборгів»)
- «Надія завжди буде!» (поезія-присвята в’язням Кремля)
- «Останній лист» та «Німий» (поезія-присвята Героям, що загинули від тортур)
- «Берегиня» (поезія-присвята жінці-воїну)
- «Материнська віра», «Ода матері воїна» (поезія-присвята матерям, що чекають на синів)
- «По той бік стіни» та «Повернення» (поезія-присвята лікар’ям)
- «Янголи війни» (поезія-присвята волонтерам)
- «Спадок ціною у життя», «На перехресті доль», «Богдан» (поеми).

## Цікаві факти
- Завдяки видавництву «Джура» перша книжка Ліни Єник перебувала на ІХ Міжнародному фестивалі «Книжковий арсенал» у Києві[2].
- На фестивалі у Львові представила 100 поетичних творів, включаючи балади, оди, пісні, поеми.